# الرعاية الصحية الإنجابية للسجينات في الولايات المتحدة
َتُلزم السجون في الولايات المتحدة بتقديم أو توفيرالرعاية الصحية للسجناء. وأحياناً تسمى هذه الرعاية الصحية بالطب الإصلاحي . حيث يتضمن الطب الإصلاحي الاهتمام بالصحة الانجابية في سجون النساء.
حيث شهدت الولايات المتحدة خلال العقود القليلة الماضية زيادة في عدد النساء المسجونات بشكل كبيروبمعدل أسرع من عدد الرجال المسجونين. كما يوجد الكثير من الأسباب نفسها التي تزيد من احتمالية سجن النساء تجعلهن أكثر عرضة للإصابة بفيروس نقص المناعة البشرية / الإيدز وغيره من الأمراض التي تنتقل عن طريق الاتصال الجنسي، وللحمل شديد الخطورة. كما أن أغلب النساء السجينات من الطبقة المتدنية اقتصادياً والغير قادرات على تلقي التعليم،  ولم يكن لديهن القدرة للحصول على الرعاية الصحية الوقائية قبل أن يتم سجنهن، مثل اختبارات عنق الرحم، وفحص الأمراض المنقولة بالاتصال الجنسي، واستشارات الحمل.

## الضوابط القانونية لإتاحة أو لتوافر الرعاية الصحية

### الأسبقية التاريخية

#### إستل ضد غامبل (1976)
إستل ضد غامبل على أن السجون تُلزم بتوفير أو تقديم الاحتياجات الطبية المهمة أو الجادة لسجنائها. ومع ذلك، فإنه يتطلب من السجين بأن يثبت أنه قد تلقى الرعاية الطبية الجادة أو المهمة، وأنه لم يتلقى الرعاية الصحية المناسبة لأن المسؤولين أظهروا «اللامبالاة المتعمدة أو المقصودة». نظراً للصعوبة الموجودة في إثبات أن المسؤول عن السجن كان على دراية أو علم بحالة طبية ولكن فشل في الاستجابة لهذه الحالة الطبية. لذلك هذا المعيار يجعل من الصعب محاسبة المنشآت الإصلاحية الأخطائهم التي ارتكبوها.

#### تودارو ضد وارد (1977)
جادل تودارو ضد وارد على أن النساء داخل سجن نيويورك لم يكن لديهن إمكانية دستورية كافية للحصول على الرعاية الصحية. نظراً لأن قضية تودارو ضد وارد كانت أول قضية قضائية رئيسية تشكك في إمكانية حصول السجينات على الرعاية الصحية، ولذلك حثت العديد من المنظمات مثل الجمعية الطبية الأمريكية، والجمعية الإصلاحية الأمريكية، والجمعية الأمريكية للصحة العامة، على البدء في وضع عدد من الضوابط أو المعايير للرعاية الصحية داخل السجون.

#### براون ضد بيك (1980)
وبهذا القرار، فقد قررت المحكمة أن الرعاية الطبية التي تُقدم أو تُوفر للسجناء يجب أن تكون فقط «مقبولة أومعقولة»،  وليست بالضرورة «مثالية، أو أفضل ما يمكن الحصول عليه، أو حتى جيدة جدًا».

### التشريعات والمعايير الفيدرالية ذات الصلة بهذا الموضوع
لا توجد منظمة أو وكالة وطنية تعمل على مراقبة معاملة السجناء في وقتنا الحالي، على الرغم من وجود عدد قليل من الوكالات أو المنظمات الحكومية وغير الحكومية التي تعمل على توفير ضوابط أو معاييرمراقبة قد تستخدمها المرافق إذا كانت ترغب في أن تصبح معتمدة (حوالي ثلاثين بالمائة من السجون معتمدة)، وقد تم اعتماد بعض هذه التشريعات الفيدرالية التي تتعلق بالرعاية الصحية الإصلاحية.

#### القانون الفيدرالي لمكافأة السجناء (1999)
حيث يشترط هذا القانون على أن يقوم السجناء بدفع بعض فاتورة الرعاية الصحية الخاصة بهم أثناء فترة تواجدهم في السجن.

#### قانون إصلاح التقاضي في السجن (1996)
أدى قانون إصلاح التقاضي في السجون إلى جعل الأمر أكثر صعوبة للسجناء من ناحية رفع دعاوى قضائية جماعية وفردية ضد السجن. يتطلب قانون إصلاح التقاضي في السجون (PRLA) على أن يستنزف أو ينهك السجناء الموارد الحكومية أو الإدارية الخاصة بالمنشأة والحلول قبل أن يحاول في رفع دعوى قضائية أو شكوى ولكن قد يكون هذا الأمرضارًا للسجناء لأن غالباً ما يكون مشاكلهم الصحية حساسة مع الوقت. كما يتضمن قانون حماية اللاجئين الفلسطينيين أيضًا حداً أقصى لأتعاب المحاماة، مما جعل عددًا أقل من المحامين المستعدين لتمثيل هؤلاء السجناء. على الرغم من ذلك، فإن قانون حماية اللاجئين الفلسطينيين (PRLA) ينطبق على جميع الدعاوى أو الشكاوي القضائية المقدمة من قبل السجناء، إلا أنه ذو صلة خاصة بصحة المرأة لأن معظم الدعاوى القضائية المقدمة من قبل النساء المسجونات تتعلق بالرعاية الصحية دون المستوى المطلوب.